# Фоколяры

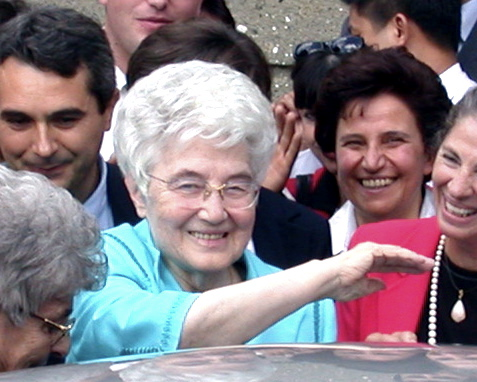
Кьяра Любич — основательница Фоколяров

Фоколяры (итал. Movimento dei focolari) — католическое движение, которое основала Кьяра Любич в 1943 году. Пропагандирует идеалы единства и всеобщего братства/сестринства, основанные на Золотом правиле нравственности. 
Фоколяры живут небольшими общинами. Их цель — стремиться к миру и единству, заповеданным в Евангелии, «преодолевая вековые предрассудки». Сегодня общины действуют более чем в 180 странах мира. Движение насчитывает более 140 440 членов и порядка четырёх миллионов последователей. Имеет экуменическую направленность: кроме католиков, в движение фоколяров входят православные, протестанты, англикане, представители нехристианских религий, а также те, кто не исповедует никакой религии.

## История
Во время Второй мировой войны Кьяра Любич вместе с другими женщинами основала мирскую христианскую общину для распространения христианских идеалов жизни, помощи друг другу и ближним. Первые её собрания и чтения Евангелия проходили в бомбоубежище во время бомбардировки её родного города Тренто, Италия. Община получила название «Focolare» (возможные переводы: «сердце», «очаг», «духовная реальность»).
В 1948 году Кьяра Любич познакомилась с итальянским парламентарием, писателем и журналистом Иджино Джородани, которого считают одним из пионеров экуменического движения. Вместе с Кьярой он принял самое активное участие в создании «Фоколяров». Позже Кьяра Любич вместе со священником о. Паскуале Форези в 1949 году основала издательство «La Citta Nuova» («Новый град»), которое стало распространять её идеи, основанные на экуменизме.
В 50-е годы XX века фоколяры стали проводить крупномасштабные летние собрания в Доломитовых Альпах, а с 1965 — основали ряд «маленьких городов», в которых жили члены общины и их друзья. В 1967 году — на фоне общего кризиса института семьи — Кьяра Любич основала движение «Новые семьи».
В 1962 году движение было официально признано Ватиканом. В его уставе, одобренном Святым Престолом, записано, что главой «Фоколяре» всегда будет женщина.
25 сентября 2010 года была беатифицирована участница движения фоколяров Кьяра Бадано (1971—1990).